# MRAP

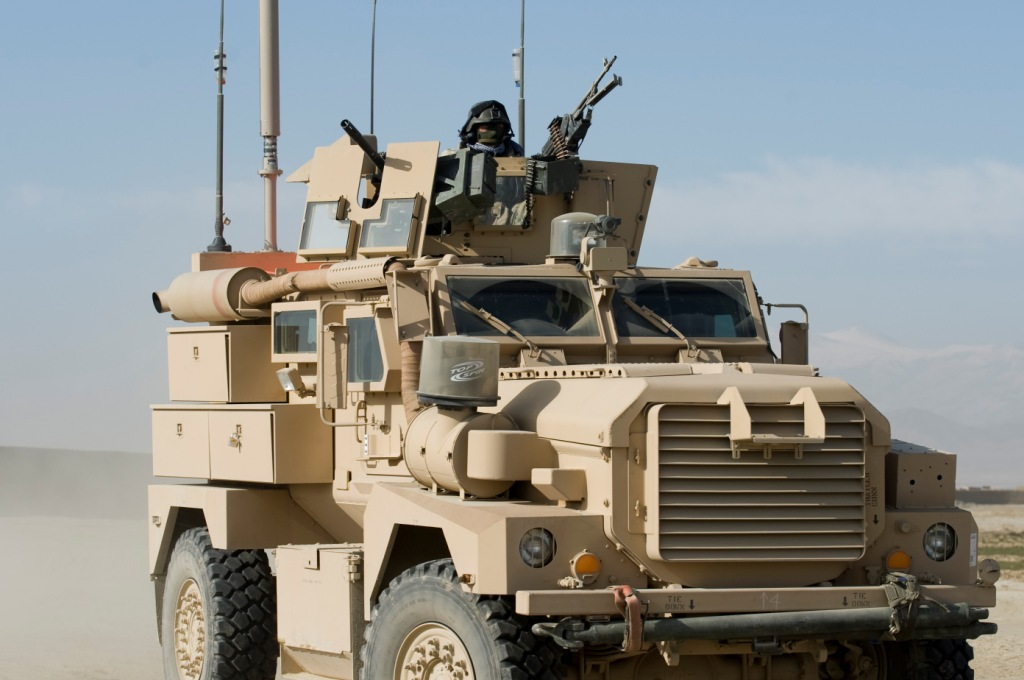
Pojazdy Cougar 4×4 (MRAP, kategoria I)

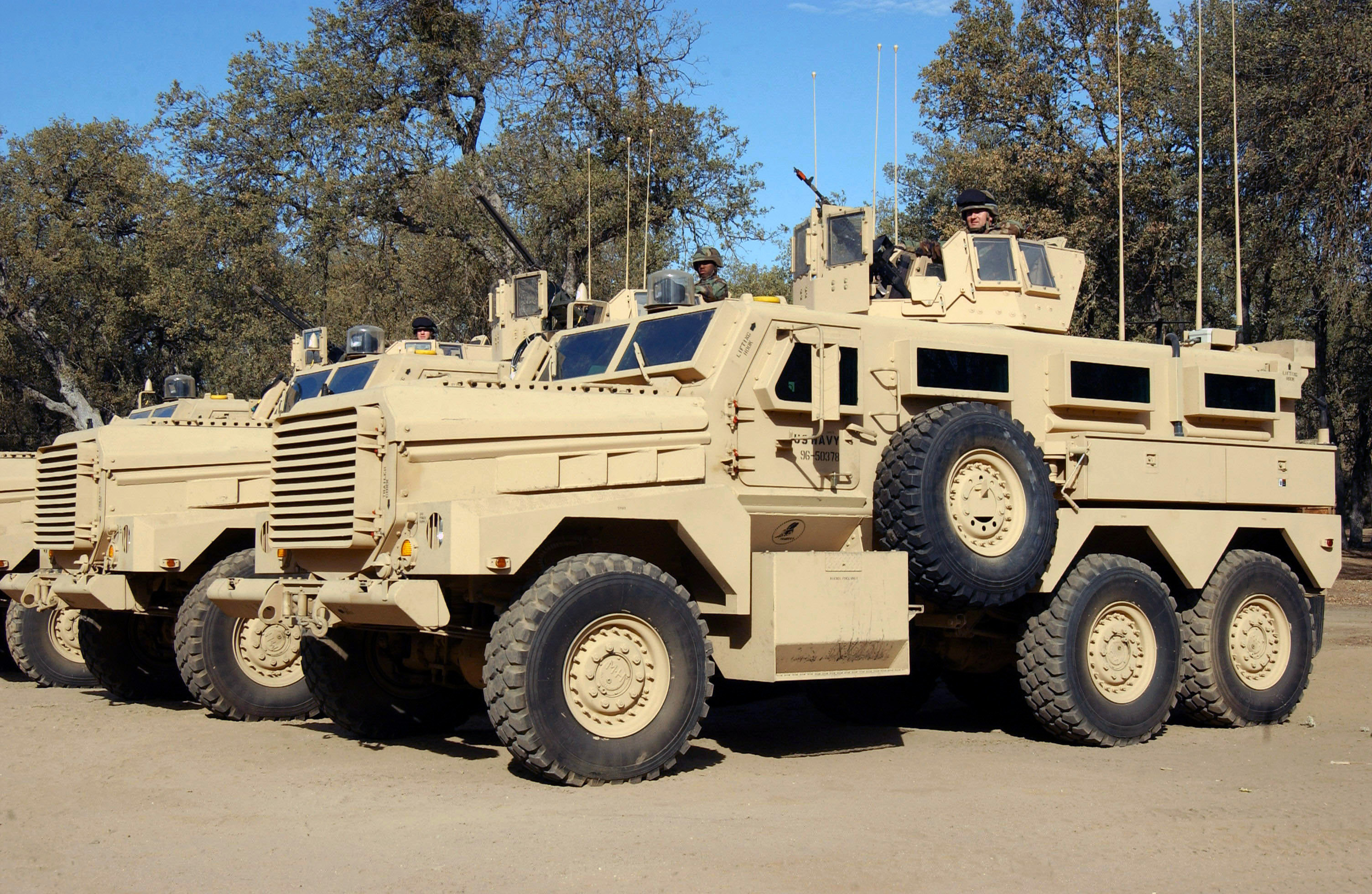
Pojazd typu MRAP – Cougar HE 6×6 (kategoria II)

MRAP (ang. Mine Resistant Ambush Protected) – typ wojskowych pojazdów opancerzonych o zwiększonej odporności na miny i ataki z zasadzki. Odporność ta wynika m.in. ze specyficznej konstrukcji kadłuba pojazdu, którego podwozie uformowane jest w kształcie litery „V” i jest silnie opancerzone. Siły zbrojne USA wdrażają program konstrukcji i produkcji takich pojazdów po doświadczeniach wojny w Iraku ze względu na znaczne straty spowodowane w wyniku tego typu ataków (63% ofiar śmiertelnych).
Oprócz wymienionych wyżej zalet, pojazdy tego typu posiadają również wady, do których można zaliczyć:
- znaczna masa pojazdu i wynikające z tego trudności przy jego transporcie (np. drogą lotniczą) oraz podczas eksploatacji: duże zużycie paliwa, trudności w pokonywaniu terenu (np. łatwe zagrzebywanie się w terenie piaszczystym, niemożliwość przejazdu przez mosty o niewielkiej nośności);
- duża wysokość pojazdu – co ułatwia jego zauważenie i ostrzał przez przeciwnika;
- wysoko położony środek ciężkości zmniejszający stabilność pojazdu i zwiększający prawdopodobieństwo jego wywrócenia, zwłaszcza w terenie górzystym (takie ukształtowanie terenu dominuje np. w Afganistanie).

Program MRAP obejmuje obecnie trzy kategorie pojazdów różniące się przeznaczeniem, masą i rozmiarami.

## Kategorie
Kategoria I obejmuje najlżejsze (i co za tym idzie – najmniej odporne) pojazdy, określane mianem MRUV (Mine Resistant Utility Vehicle). Pojazdy tej kategorii są przewidywane głównie do wykorzystania w operacjach miejskich. Charakteryzują się napędem 4×4, załogą liczącą 6 osób i odpornością przeciwminową na poziomie 7 kg TNT pod kadłubem i 14 kg TNT pod kołem. Do tej grupy należą: Armor Holdings Caiman, BAE OMC RG 31, RG-33, Force Protection Cougar H 4×4 (pojazdów tego typu używali polscy żołnierze w Afganistanie) oraz International MaxxPro.
Kategoria II obejmuje pojazdy m.in. o napędzie 6×6, załodze do 10 osób i odporności na poziomie 15 kg TNT pod kadłubem i 21 kg TNT pod kołem. Wozy kategorii II są określane mianem JERRV (Joint EOD Rapid Response Vehicle) i mogą być konfigurowane do pełnienia różnych zadań, w szczególności takich jak: misje usuwania ładunków wybuchowych (ang. EOD – Explosive Ordnance Disposal), transport żołnierzy, osłona konwojów oraz ewakuacja medyczna i zabezpieczenie techniczne. Pojazdy tej kategorii to: Bushmaster IMV, Force Protection Cougar HE 6×6, RG-33L 6×6, RG-31 Nyala i International MaxxPro XL.
Kategoria III obejmuje najcięższe pojazdy, tzw. MPCV (Mine Protected Clearance Vehicle), a jedynym reprezentantem tej kategorii w ramach programu MRAP jest Buffalo o katalogowej odporności na podobnym poziomie, co wozy kategorii II, a rzeczywistej (co udowodniła wieloletnia praktyka służby w Iraku) znacznie większej. Pojazdy te wyposażone są w charakterystyczne ramię – manipulator umożliwiający badanie (unieszkodliwianie) podejrzanych ładunków przez operatora znajdującego się wewnątrz pojazdu